# كابرييلا باباداكيس
كابرييلا باباداكيس (بالفرنسية: Gabriella Papadakis)‏ (و. 1995  م) 10 مايو في كليرمون فيران، وراقصة على الجليد، من فرنسا . مع شريكها غيوم سيزيرون وهما بطلا مزدوجة العالم (2015 و 2016)، و بطلا أوروبا أربع مرات (2015 و 2016 و 2017 و 2018) وأيضا الألعاب الأولمبية (2018).

## حياتها الشخصية
ولدت كابرييلا باباداكيس في كليرمون فيران في وسط فرنسا. والدتها كاترين هي مدربة للرقص الجليدي في كليرمون-فيراند، ووالدها إيمانويل، وهو من أصل يوناني ويعيش في أوستن بولاية تكساس، ولديه شركة أطعمة ذات سمعة طيبة.

## البداية
اجتمعت باباداكيس وسيزيرون عندما كانا في التاسعة أو العاشرة من العمر، عملا باقتراح والدتها كاترين .
موسمهما الأول على مستوى المبتدئين الدولي حدث في 2009-2010.
في عام 2012، فازا على التوالي بالجائزة الكبرى من فرنسا والنمسا الذي أهلهم لنهائي من الفئة التي تجري في سوتشي. وخلال هذه النهائيات، وصلا إلى المركز الثاني خلف الروسيان ألكسندرا ستيبانوفا وإيفان بوكين.

## المسار المهني

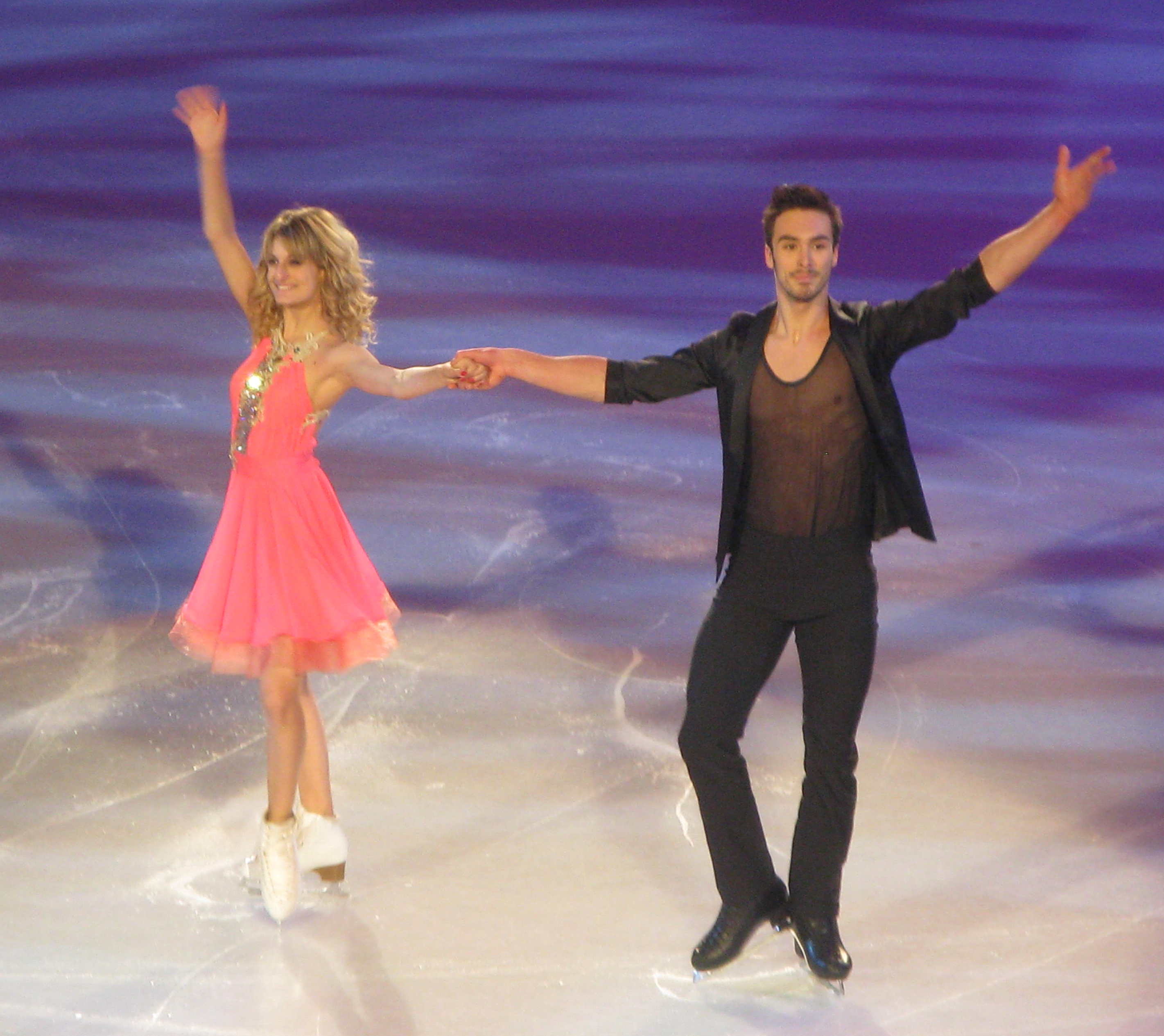
كابرييلا وغيوم في عام 2013

في يوم السبت، 1 نيسان / أبريل 2017، في هلسنكي، وفي بطولة العالم للتزلج على الجليد، غيوم سيزيرون و غابرييلا باباداكيس احتلا المركز الثاني مع 196.04 نقطة، فقط وراء تيسا فيرتو وسكوت موير بـ 198.62 نقطة وهما من كندا . وحسَّن هذا الزوج سجلهم الخاص للرقم القياسي العالمي في الرقص الحر، لعام 2016، بالحصول على 119.15 نقطة 10. تحسن هذا الرقم القياسي العالمي الجديد في 4 نوفمبر من نفس العام، في كأس الصين 2017، مع 119.33 نقطة، ثم تحقيق الرقم القياسي العالمي الإجمالي مع 200.43 نقطة 11. وتحسن الرقم القياسي بعد أسبوعين، بمناسبة كأس فرنسا لعام 2017، حيث بلغت 201.98 نقطة (81.40 + 120.58) 12.
في 15 يناير 2018، بمناسبة البطولة الأوروبية، غابرييلا باباداكيس وغيوم سيزيرون حسَّنا سجلاتهم العالمية، بالبرنامج الحر مع 121.87 نقطة، والجمهور مع 203.16 نقطة.

## روابط خارجية
- كابرييلا باباداكيس على موقع الاتحاد الدولي للتزلج (الإنجليزية)
- كابرييلا باباداكيس على موقع اللجنة الأولمبية الدولية (الإنجليزية)
- كابرييلا باباداكيس على موقع أوليمبيديا (الإنجليزية)
- كابرييلا باباداكيس على موقع اللجنة الأولمبية الفرنسية (مؤرشف) (الفرنسية)